# Опал Томети
Опал Томети (на английски: Opal Tometi) е американска общественичка.
Родена е на 15 август 1984 година във Финикс, Аризона, в семейството на имигранти от Нигерия. Получава бакалавърска степен по история в Аризонския университет и магистърска по комуникация в Аризонския щатски университет. Широка известност получава през 2013 година, когато става един от основателите на движението срещу полицейското насилие срещу чернокожи „Блек Лайвс Метър“.